# Reicheidius
Reicheidius is een geslacht van kevers uit de familie van de loopkevers (Carabidae). De wetenschappelijke naam van het geslacht is voor het eerst geldig gepubliceerd in 1957 door Jeannel.

## Soorten
Het geslacht Reicheidius is monotypisch en omvat slechts de volgende soort:
- Reicheidius frondicola (Reitter, 1881)